# Rivière Darlens
Rivière Darlens är ett vattendrag i Kanada.   Det ligger i provinsen Québec, i den sydöstra delen av landet, 400 km nordväst om huvudstaden Ottawa.
I omgivningarna runt Rivière Darlens växer i huvudsak blandskog. Trakten runt Rivière Darlens är nära nog obefolkad, med mindre än två invånare per kvadratkilometer.